# 龍珠大道
龙珠大道是深圳市内一条东西走向的道路。
龙珠大道西接沙河西路，东至南坪快速路、北环大道。

## 交汇道路
- 沙河西路、茶光路（起点）
- 龙井路、龙珠一路
- 珠光路
- 龙珠三路
- 龙珠四路
- 南坪快速路、北环大道（北环龙珠立交）（终点）

## 沿途地铁站

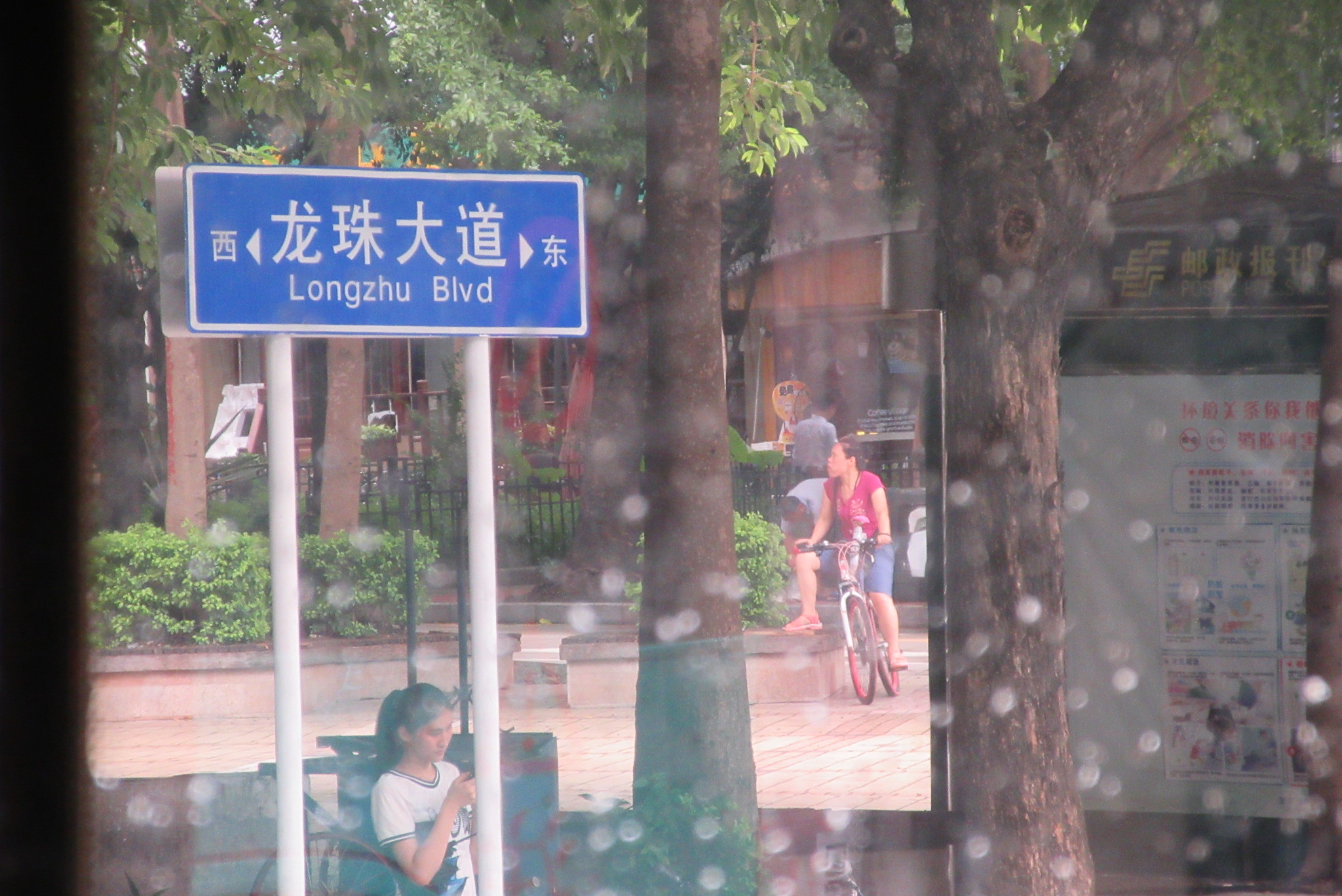
龍珠大道

█9号线 部分路段沿龍珠大道北側建設，並設有三站：
- 珠光站
- 龙井站
- 桃源村站

## 沿途公交车站
- 龙辉花园（龙井路口）站
- 龙辉花园站
- 侨城北公交车场站

## 沿途主要建筑
- 桃源村